# Pilumnus sluiteri
Pilumnus sluiteri is een krabbensoort uit de familie van de Pilumnidae. De wetenschappelijke naam van de soort is voor het eerst geldig gepubliceerd in 1892 door de Man.